# Championnat d'Europe 1985 de football américain
Navigation
1983 1987
Le Championnat d'Europe 1985 de football américain (en anglais, 1985 American Football European Championship) est la 2e édition du Championnat d'Europe de football américain. Il s'agit d'une compétition continentale de football américain mettant aux prises les sélections nationales européennes affiliées à l'EFAF.
La phase finale de cette édition a eu lieu à Milan en Italie, du 10 juillet au 14 juillet 1985.
C'est l'équipe de Finlande qui remporte la compétition pour la première fois de son histoire (l'équipe d'Italie était la tenante du titre).

## Équipes participantes
| # | Équipe               | Motif de la qualification | Dernière participation |
| - | -------------------- | ------------------------- | ---------------------- |
| 1 | Finlande             | 2e de l'Euro 1983         | Euro 1983              |
| 2 | Italie               | 1er de l'Euro 1983        | Euro 1983              |
| 3 | France               | 4e de l'Euro 1983         | Euro 1983              |
| 4 | Allemagne de l'Ouest | 3e de l'Euro 1983         | Euro 1983              |

## Les matchs
|  | Demi-finales            | Demi-finales            |                        |    | Finale                  | Finale                  |
|  | Demi-finales            | Demi-finales            |                        |    | Finale                  | Finale                  |
|  |                         |                         |                        |    |                         |                         |
|  | 11 juillet 1985 à Milan | 11 juillet 1985 à Milan |                        |    | 14 juillet 1985 à Milan | 14 juillet 1985 à Milan |
|  | 11 juillet 1985 à Milan | 11 juillet 1985 à Milan |                        |    | 14 juillet 1985 à Milan | 14 juillet 1985 à Milan |
|  | Italie                  | 13                      |                        |    | 14 juillet 1985 à Milan | 14 juillet 1985 à Milan |
|  | Italie                  | 13                      |                        |    | 14 juillet 1985 à Milan | 14 juillet 1985 à Milan |
|  | Allemagne de l'Ouest    | 11                      |                        |    | 14 juillet 1985 à Milan | 14 juillet 1985 à Milan |
|  | Allemagne de l'Ouest    | 11                      | Italie                 | 2  |                         |                         |
|  | 10 juillet 1985 à Milan |                         | Italie                 | 2  |                         |                         |
|  |                         | Finlande                | 13                     |    |                         |                         |
|  | Finlande                | Finlande                | 13                     | 13 |                         |                         |
|  | Finlande                |                         |                        | 13 |                         |                         |
|  | France                  | 0                       |                        |    |                         |                         |
|  | France                  | 0                       | Match pour la 3e place |    |                         |                         |
|  |                         |                         |                        |    |                         |                         |
|  | 14 juillet 1985 à Milan |                         |                        |    |                         |                         |
|  |                         |                         |                        |    |                         |                         |
|  | Allemagne de l'Ouest    | 13                      |                        |    |                         |                         |
|  | Allemagne de l'Ouest    | 13                      |                        |    |                         |                         |
|  | France                  | 0                       |                        |    |                         |                         |
|  | France                  | 0                       |                        |    |                         |                         |

 Finlande championne d'Europe 1985.